# Премия «Грэмми» за лучшее сольное поп-исполнение
«Грэмми» в номинации «Лучшее сольное поп-исполнение» — одна из наград премии «Грэмми», которая была создана в 1958 году и первоначально называлась «Gramophone Awards». Вручается за сольное исполнение (вокальное или инструментальное) поп-записи: сингла или песни.
Категория была создана в 2012 году и объединила в себе три предыдущие номинации: «Лучшее женское вокальное поп-исполнение», «Лучшее мужское вокальное поп-исполнение» и «Лучшее инструментальное поп-исполнение». Реструктуризация этих категорий была желанием Национальной Академии уменьшить список категорий и устранить барьер между мужской и женской (а в некоторых случаях, инструментальной) номинациями.
«Set Fire to the Rain» Адель и «Happy» Фаррелла Уильямса единственные песни, за которые была присуждена эта премия, исполненные вживую.
Рекордсменом среди победителей является британская певица Адель, которая имеет 3 победы среди 6 победителей в этой номинации за песни «Someone like You», «Set Fire to the Rain» (Живое исполнение) и «Hello».

## Лауреаты премии
| Год  | Исполнитель       | Страна         | Произведение                               | Номинанты | Фото                   | Прим.  |
| ---- | ----------------- | -------------- | ------------------------------------------ | --- | ---------------------- | ------ |
| 2012 | Адель             | Великобритания | «Someone like You»                         | - Пинк — «Fuckin' Perfect» | Адель (2011)           | [ 3 ]  |
| 2013 | Адель             | Великобритания | «Set Fire to the Rain» (Live)              | - Рианна — «Where Have You Been» | Адель (2013)           | [ 4 ]  |
| 2014 | Лорд              | Новая Зеландия | «Royals»                                   | - Сара Бареллис — «Brave» - Бруно Марс — «When I Was Your Man» - Кэти Перри — «Roar» - Джастин Тимберлейк — «Mirrors»                                                               | Лорд (2013)            | [ 5 ]  |
| 2015 | Фаррелл Уильямс   | США            | «Happy» (Live)                             | - Тейлор Свифт — «Shake It Off» | Фаррелл Уильямс (2010) | [ 6 ]  |
| 2016 | Эд Ширан          | Великобритания | «Thinking Out Loud»                        | - Келли Кларксон — «Heartbeat Song» - Элли Голдинг — «Love Me Like You Do» - Тейлор Свифт — «Blank Space» - The Weeknd — «Can't Feel My Face»                                       | Эд Ширан (2013)        | [ 7 ]  |
| 2017 | Адель             | Великобритания | «Hello»                                    | - «Hold Up» — Бейонсе - «Love Yourself» — Джастин Бибер - «Piece By Piece (Idol Version)» — Келли Кларксон - «Dangerous Woman» — Ариана Гранде                                      |                        | [ 8 ]  |
| 2018 | Эд Ширан          | Великобритания | «Shape of You»                             | - «Love so Soft» — Келли Кларксон - «Million Reasons» — Леди Гага - «Praying» — Кеша - «What About Us» — Пинк                                                                       | Эд Ширан (2013)        | [ 9 ]  |
| 2019 | Леди Гага         | США            | «Joanne (Where Do You Think You’re Goin’?» | - «Better Now» — Post Malone - «Colors» — Бек - «God is a Woman» — Ариана Гранде - «Havana (Live)» — Камила Кабейо                                                                  |                        | [ 10 ] |
| 2020 | Lizzo             | США            | «Truth Hurts»                              | - «Spirit» - Бейонсе - «bad guy» - Билли Айлиш - «7 rings» - Ариана Гранде - «You Need To Calm Down» - Тейлор Свифт                                                                 |                        | [ 11 ] |
| 2021 | Гарри Стайлз      | США            | «Watermelon Sugar»                         | - «Yummy» - Джастин Бибер - «Say So» - Doja Cat - «everything I wanted» - Билли Айлиш - «Don't Start Now» - Дуа Липа - «Watermelon Sugar»- Гарри Стайлз - «cardigan» - Тейлор Свифт |                        | [ 12 ] |
| 2022 | Оливия Родриго    | США            | «Drivers License»                          | - «Anyone» - Джастин Бибер - «Right on Time» - Брэнди Карлайл - «Happier Than Ever» - Билли Айлиш - «Positions» - Ариана Гранде                                                     |                        | [ 13 ] |
| 2023 | Адель             | Великобритания | «Easy on Me»                               | - «Moscow Mule» - Бэд Банни - «Woman» - Doja Cat - «Bad Habit» - Стив Лейси - «About Damn Time» - Лиззо - «As It Was» - Гарри Стайлз                                                | Адель (2011)           | [ 14 ] |
| 2024 | Майли Сайрус      | США            | «Flowers»                                  | - «What Was I Made For?» - Билли Айлиш - «Paint the Town Red» - Doja Cat - «Vampire» - Оливия Родриго - «Anti-Hero» - Тейлор Свифт                                                  | Адель (2011)           | [ 15 ] |
| 2025 | Сабрина Карпентер | США            | «Espresso»                                 | - «Birds of a Feather» - Билли Айлиш - «Bodyguard» - Бейонсе - «Apple» - Charli XCX - «Good Luck, Babe!» - Чаппелл Рон                                                              |                        | [ 16 ] |

## Статистика категории
Больше всего побед
| Место          | 1-е      |
| -------------- | -------- |
| Исполнитель(и) | Адель    |
| Всего побед    | 3 победы |

Больше всего номинаций
| Место           | 1-е                             | 2-е                     |
| --------------- | ------------------------------- | ----------------------- |
| Исполнитель     | Адель Келли Кларксон Кэти Перри | Бруно Марс Тейлор Свифт |
| Всего номинаций | 3 номинации                     | 2 номинации             |